# 沃尔夫冈·苛勒
沃尔夫冈·苛勒（德語：Wolfgang Köhler，1887年1月21日—1967年6月11日）是一位德国格式塔心理学家。

## 經歷
1887年1月21日，沃尔夫冈·苛勒出生在爱沙尼亚塔林，后来在德国的沃尔芬布特尔长大。1905年進入蒂賓根大學就讀，隔年轉到波恩大學，一年後再轉至柏林大學，1909年，他获得柏林大学哲学博士学位。此后他在法兰克福大学担任心理学助教，与马科斯·韦特墨和科特·考夫卡一同工作。
从1913年，他在普鲁士科学院设在西班牙属地加那利群岛特里莱夫（Tenerife）的猩猩研究站担任站长，不久第一次世界大战爆发，使他留在岛上一直到到1920年，他在那里写成了《猩猩的智力》一书。苛勒对于猩猩如何才能解决拿到天花板上的香蕉的难题很感兴趣，他发现它们将箱子一个一个叠放，并且使用木棒，能够帮助它们拿到食物。他推论说猩猩的突破来自于顿悟，而不是如爱德华·桑代克解释动物学习时所宣称的试误学习。但在所谓“顿悟”之前，试误学习过程有没有发生过仍然未可知，因此苛勒所作解释的准确性存疑。
从1922年到1935年，他在柏林大学担任心理学研究院院长。1929年，他发表了《格式塔心理学》一书，1935年，纳粹试图插手心理学研究，苛勒移居美国，任教于斯沃斯摩学院（Swarthmore College）。1956年至1959年間，他出任美国心理学会主席。1962年獲柏林自由大學授予榮譽博士學位，1967年逝世於美國新罕布夏州恩菲爾德。